# Zwijvekekouter
De Zwijvekekouter, soms ook wel Molenkouter genoemd, is een kouter in Sint-Gillis, een deelgemeente van de Oost-Vlaamse stad Dendermonde. De kouter ligt op 9 meter hoogte en wordt in het noorden begrensd door de Dender.
De Zwijvekekouter is het gebied met de oudste occupatiegeschiedenis in Dendermonde. Reeds in het Neolithicum werd het gebied bewoond. Bij opgravingen, voornamelijk tussen 1933 en 1956, werden belangrijke sporen van bewoning uit de IJzertijd, alsook sporen van Merovingische en Gallo-Romeinse begraafplaatsen gevonden. Ook bij de werken aan de hoogspanningslijn tussen Baasrode en Sint-Gillis in 2023 werden vondsten uit de IJzertijd, de Romeinse tijd en uit de middeleeuwen gedaan die bewoning in die perioden bevestigen.
Reeds in de 7e of 8e eeuw werd op deze kouter een parochiekerk gebouwd, die van parochie Zwijveke. De naam is afkomstig van het Romeinse sueviacum, wat "woonplaats van Suevus" betekent. In 1228 verhuisde de cisterciënzerinnenabdij van Zwijveke, die vijf jaar eerder door Mathilde I van Dendermonde was gesticht als omvorming van het Sint-Gillishospitaal, naar de Zwijvekekouter. De abdij zou er, onder meer tijdens de Godsdiensttroebelen van 1579 en de belegering van Dendermonde door Lodewijk XIV in 1667, geconfronteerd worden met een reeks vernielingen, waardoor ze later verhuisde naar nieuwe gebouwen binnen de stadsmuren. De bouw van de nieuwe abdij, ten noordoosten achter de kerk van Sint-Gillis-Binnen, werd aangevat in 1671.

## Molenkouter
De Zwijvekekouter wordt soms ook Molenkouter genoemd omdat de abdij er in 1241, met toestemming van Robrecht VII van Béthune, heer van Dendermonde, een houten windmolen oprichtte om koren te malen.